# Шахматовська сільська рада
Ша́хматовська сільська рада (рос. Шахматовский сельский совет) — сільське поселення у складі Бузулуцького району Оренбурзької області Росії.
Адміністративний центр — село Шахматовка.

## Населення
Населення — 692 особи (2019; 735 в 2010, 719 у 2002).

## Склад
До складу сільської ради входять:
| Населений пункт   | Населення, осіб (2002) | Населення, осіб (2010) |
| ----------------- | ---------------------- | ---------------------- |
| Шахматовка, село  | 615                    | 647                    |
| Яблуневий, селище | 104                    | 88                     |